# الرجال من المريخ والنساء من الزهرة
الرجال من المريخ والنساء من الزهرة كتاب من تأليف الطبيب النفسي الأمريكي جون غراي صدر في مايو 1992 وفيه يتناول المشاكل التي قد تحدث بين الرجل والمرأة نتيجة الاختلافات بينهم. وترجم إلى عدد كبير من اللغات، وبيعت منه ملايين النسخ. يتكون الكتاب من 13 فصلا كتبت بأسلوب بسيط ومناسب لكافة أنواع القراء.

## من مقدمة الكتاب
تخيل أن الرجال من المريخ والنساء من الزهرة، وفي أحد الأيام منذ زمن بعيد كان أهل المريخ ينظرون من خلال مناظيرهم المقربة واكتشفوا أهل الزهرة.وبلمحة خاطفة أيقظ أهل الزهرة مشاعر لم يكن لأهل المريخ بها عهد. لقد وقعوا في الحب واخترعوا بسرعة سفن فضائية وطاروا للزهرة .
فتح أهل الزهرة أذرعتهم ورحبوا بأهل المريخ . كانوا بفطرتهم يعرفون أن هذا اليوم سيأتي. وتفتحت قلوبهم على مصراعيها لحب لم يشعروا به قط من قبل .
لقد كان الحب بينهم سحرياً وكانوا مسرورين للغاية لوجودهم مع بعض على الرغم من أنهم من عوالم مختلفة فقد وجدوا المتعة على الرغم من اختلافاتهم . وقضوا شهوراً يتعلمون عن بعضهم ويستكشفون حاجاتهم المختلفة وتفضيلاتهم وأنماطهم السلوكية ويقدرونها حق قدرها .
ثم قرروا السفر للأرض كان كل شيء مدهشا وجميلا ولكن تأثير جو الأرض غلب عليهم واستيقظوا وكل واحد منهم يعاني من نوع معين من فقدان الذاكرة، فقدان الذاكرة الاختياري
نسوا أنهم من عوالم مختلفة . ونسوا ما تعلموه عن اختلافاتهم، ومنذ ذلك اليوم كان الرجال والنساء على خلاف.

## فصول الكتاب
- الرجال من المريخ، النساء من الزهرة.
- السيد الخبير ولجنة تحسين البيت.
- يذهب الرجال إلى كهوفهم وتتحدث النساء.
- كيف تحفز الجنس الآخر؟
- التحدث بلغات مختلفة.
- الرجال مثل الأحزمة المطاطية.
- النساء مثل الأمواج.
- استكشاف حاجاتنا العاطفية المختلفة.
- كيف تتفادى المجاملات؟
- إحراز النقاط مع الجنس الآخر.
- كيف تنقل للآخرين مشاعر سيئة؟
- كيف تطلب الدعم وتحصل عليه؟
- الإبقاء على سحر الحب حيا.

## اختلاف الطبائع بين الرجال والنساء
يعرض الكاتب اختلاف الطبائع بين سكان المريخ (الرجال) وسكان الزهرة (النساء)
فيعرض الحياة علي سطح المريخ (بدون نساء)، والحياة علي سطح الزهرة (بدون رجال)
ومن الطبائع التي عرضها الكاتب في كتابه:

## حاجة الرجال والنساء
الرجال يحتاجون أن يشعروا بأن هناك من يحتاج إليهم، ويحتاج النساء إلى أن يشعرن بأنهن معززات 

نتيجة 1: يحتاج الرجال إلي الثقة والتقبّل، بينما تحتاج النساء إلي الرعاية والتقدير 

نتيجة 2: لا يقبل الرجل النصيحة لأنه ذم في قدراته، ولا تقبل النساء مقاطعتها وتقديم حلول أثناء حديثها لأنه يعني عدم الاهتمام بمشاعرها

## حديث المرأة
معظم حديث المرأة عن مشاعرها

نتيجة 1: حديث المرأة يحمل طلباتها بشكل غير مباشر (مثلاً: عندما تقول: انا أشعر بضيق. الترجمة: أريد أن نأخذ إجازة)

نتيجة 2: طالما حديث المرأة عن مشاعرها فطبيعي أن تبالغ أو تعظم من الأمور الصغيرة ولا تعني إطلاقاً ما تقوله حرفياً طي

## الرجال مثل الأحزمة المطاطية
الرجال مثل الأحزمة المطاطية ؛ يقترب وينسحب إلي كهفه (الكهف عند الرجل يعني العزلة) لأنه يحتاج إلي الحب والاستقلالية من حين لآخر

نتيجة 2: عندما يدخل الرجل إلي كهفه، فلا تحاولي الحديث معه واتركيه.

## المرأة مثل الأمواج
المرأة مثل الأمواج ؛ يشعرن أحياناً بالسعادة (قمة الموجة) وأحياناً بالحزن (القاع)، وأثناء حزنها يجب عليك ألا تصلحها بل المطلوب أن تتفهمها (استمع إليها بإنصات دون تقديم حلول)

## طبيعة الجدال عند الرجال والنساء
الجدال غالباً علي طريقة الكلام وليس الموضوع

أخطاء الرجال عند الجدال:

القتال: أنتِ سبب الخطأ

الهروب: أنا بريء

أخطاء النساء:

التظاهر: إخفاء الغضب

التطويق: الاستسلام بأن الرجل علي حق بدل الجدال

## حساب المرأة لأعمال الرجل
عند المرأة كل الأعمال لها نفس القدر ؛ فعملك 15 ساعة كي تحضر مال للبيت يساوي هدية صغيرة، لذلك فاهتم بالأعمال الصغيرة (وردة، سفره، هدية ..الخ)

## وصلات خارجية
- الرجال من المريخ والنساء من الزهرة على موقع الموسوعة البريطانية (الإنجليزية)

- الرجال من المريخ والنساء من الزهرة كتاب مسموع
- آراء القراء حول كتاب الرجال من المريخ والنساء من الزهرة على موقع أبجد